# Geranomyia vitiella
Geranomyia vitiella là một loài ruồi trong họ Limoniidae. Chúng phân bố ở miền Australasia.